# Баюш Разгильдеев
Баюш Разгильде́ев — татарский мурза (по другой версии — выходец из мордовского знатного рода), князь, возглавлял «алатырских мурз и мордву и всяких служилых людей».
Проявил себя во время Смутного времени, отразив в 1612 г. набег ногайцев на арзамасские и алатырские места. В битве при реке Пьяна в д. Чукалы (Чуколы) Баюш и его служилые люди сидели в осаде два дня, и «на выласках многих ногайских людей побили и переранили», а у Ардатовских ворот на реке Алатырь «побили ногайских людей с пятисот человек, да у них же у ногайских людей убили мурзу Курмамета и знамя взяли, и их прогнали к озерам, и многие от того бою ногайские люди потопли, и отгромили (освободили из плена) у ногайских людей на том деле всяких людей семь тысяч». За этот подвиг в 1613 г. был пожалован в князья грамотой князей Д. Т. Трубецкого и Д. М. Пожарского.
Это пожалование было подтверждено царём Михаилом Фёдоровичем, так как в 1618 г. на имя князя Баюша Разгильдеева и Ямаша мурзы князя Мангушева была дана жалованная грамота.
Хотя в грамоте 1613 г. сказано, что «родство де его были изстари деды и прадеды в княжестве», точное происхождение неизвестно. А. Орловым высказано предположение о том, что его предком может быть Секиз-бей, так как земельные владения Баюша находились в районе бывшего княжества Секиз-бея.
В писцовых книгах Алатырского уезда 1624—1626 годов Баюш упоминается как мордовский князь, в документах XVII в. его внуки названы «мордовскими мурзами».
От князя Баюша происходит род князей Баюшевых. В «Алатырской десятне 1673 года» упоминается Андрей мурза Баюшев сын князь Разгильдеев.